# Shuhei Doen
Shuhei Doen (土遠 修平 Doen Shuhei?, nacido el 24 de febrero de 1990 en Hyogo) es un futbolista japonés que se desempeña como defensa.

## Trayectoria

### Clubes
| Club              | País  | Año         |
| ----------------- | ----- | ----------- |
| Grulla Morioka    | Japón | 2012 - 2014 |
| Verspah Oita      | Japón | 2015 - 2016 |
| Arterivo Wakayama | Japón | 2017        |
| Cobaltore Onagawa | Japón | 2018 -      |

## Estadística de carrera

### J. League
| Club           | Año   | J. League | J. League | Copa J. League | Copa J. League | Total | Total |
| Club           | Año   | Part.     | Goles     | Part.          | Goles          | Part. | Goles |
| -------------- | ----- | --------- | --------- | -------------- | -------------- | ----- | ----- |
| Grulla Morioka | 2014  | 1         | 0         | -              | -              | 1     | 0     |
| Total          | Total | 1         | 0         | 0              | 0              | 1     | 0     |